# Campeonato Paulista de Futebol Feminino de 2000
O Campeonato Paulista de Futebol Feminino de 2000 foi a 8.ª edição deste campeonato. A equipe da Portuguesa foi a campeã ao bater o Palmeiras nas finais.

## Participantes
| - Capivariano - Inter de Limeira - Guarujá - Jabaquara - Juventus-SP - Nacional-SP | - Palestra de São Bernardo - Palmeiras - Portuguesa - São Bento - Taubaté - XV de Caraguatatuba |

## Formula de disputa
As equipes foram divididas em dois grupos de 6 times, onde os times jogarão contra todos dentro do grupo, em turno e returno. Passaram para a segunda fase (semifinal) somente os dois primeiros times de cada grupo. A semifinal foi disputada em apenas um jogo, da mesma forma que foi a grande decisão. O sistema de pontuação foi o seguinte:
- Vitória = 3 pontos
- Empate com gols: pênaltis; vencedor = 2 pontos e perdedor = 1 ponto
- Empate em 0-0: pênaltis; vencedor = 1 ponto e perdedor = 0 ponto
- Derrota = 0 pontos

## Primeira fase
|  | Classificados para as semifinais |
|  | Eliminados na primeira fase      |

### Grupo A
| Pos | Equipe                   | PG | J  | V | E | D  | GP  | GC | SG  |
| --- | ------------------------ | -- | -- | - | - | -- | --- | -- | --- |
| 1   | Palestra de São Bernardo | 27 | 9  | 9 | 0 | 0  | 113 | 1  | 112 |
| 2   | Juventus-SP              | 24 | 10 | 8 | 0 | 2  | 61  | 5  | 56  |
| 3   | Taubaté                  | 18 | 10 | 6 | 0 | 4  | 40  | 28 | 12  |
| 4   | XV de Caraguatatuba      | 9  | 10 | 3 | 0 | 7  | 8   | 57 | -49 |
| 5   | Jabaquara                | 9  | 9  | 3 | 0 | 6  | 11  | 48 | -37 |
| 6   | Guarujá                  | 0  | 10 | 0 | 0 | 10 | 2   | 96 | -94 |

|                   | GUA  | JAB  | JUV  | PSB  | TAU | XVC  |
| ----------------- | ---- | ---- | ---- | ---- | --- | ---- |
| Guarujá           | -    | 0-3  | 0-4  | 0-27 | 1-7 | 0-3  |
| Jabaquara         | 2-1  | -    | 1-12 | 0-10 | 2-4 | 0-1  |
| Juventus          | 14-0 | 9-0  | -    | 0-1  | 2-0 | 7-0  |
| Palestra          | 27-0 | N/D  | 3-0  | -    | 8-0 | 15-0 |
| Taubaté           | 7-0  | 10-0 | 0-7  | 1-7  | -   | 4-0  |
| XV de Caraguatuba | 2-0  | 1-3  | 0-6  | 0-15 | 1-7 | -    |

### Grupo B
| Pos | Equipe           | PG | J  | V  | E | D  | GP | GC | SG  |
| --- | ---------------- | -- | -- | -- | - | -- | -- | -- | --- |
| 1   | Portuguesa       | 30 | 10 | 10 | 0 | 0  | 76 | 3  | 73  |
| 2   | Palmeiras        | 24 | 10 | 8  | 0 | 2  | 45 | 16 | 29  |
| 3   | Nacional-SP      | 12 | 10 | 4  | 1 | 5  | 16 | 24 | -8  |
| 4   | Inter de Limeira | 9  | 10 | 3  | 0 | 7  | 19 | 36 | -17 |
| 5   | São Bento        | 8* | 10 | 4  | 1 | 5  | 15 | 24 | -9  |
| 6   | Capivariano      | 0  | 10 | 0  | 0 | 10 | 8  | 76 | -68 |

|                  | CAP  | INT | NAC  | PAL | POR | SBE |
| ---------------- | ---- | --- | ---- | --- | --- | --- |
| Capivariano      | -    | 2-5 | 1-4  | 0-8 | 1-9 | 1-4 |
| Inter de Limeira | 9-2  | -   | 1-0  | 3-4 | 0-8 | 1-2 |
| Nacional         | 4-0  | 2-0 | -    | 2-4 | 0-6 | 3-1 |
| Palmeiras        | 12-1 | 5-0 | 4-1  | -   | 2-6 | 7-1 |
| Portuguesa       | 20-0 | 7-0 | 7-0  | 2-0 | -   | 7-0 |
| São Bento        | 1-0  | 6-0 | 0-0* | 0-1 | 0-4 | -   |

## Fase final
|  | Semifinais               | Semifinais               | Semifinais |           |            | Final      | Final | Final |  |
|  |                          |                          |            |           |            |            |       |       |  |
|  | Portuguesa               | Portuguesa               | 2          |           |            |            |       |       |  |
|  | Portuguesa               | Portuguesa               | 2          |           |            |            |       |       |  |
|  | Juventus-SP              | Juventus-SP              | 2          |           |            |            |       |       |  |
|  | Juventus-SP              | Juventus-SP              | 2          |           | Portuguesa | Portuguesa | 5     |       |  |
|  |                          |                          |            |           | Portuguesa | Portuguesa | 5     |       |  |
|  |                          |                          | Palmeiras  | Palmeiras | 1          |            |       |       |  |
|  | Palestra de São Bernardo | Palestra de São Bernardo | Palmeiras  | Palmeiras | 1          | 2          |       |       |  |
|  | Palestra de São Bernardo | Palestra de São Bernardo |            |           |            |            |       |       |  |
|  | Palmeiras                | Palmeiras                | 2          |           |            |            |       |       |  |

*Portuguesa e Palmeiras avançaram após vencerem nos penaltis.

## Premiação
| Campeonato Paulista de Futebol Feminino 2000 |
| -------------------------------------------- |
| Portuguesa Campeã (2° título)                |